# Isbrueckerichthys saxicola
Isbrueckerichthys saxicola är en fiskart som beskrevs av Jerep, Shibatta, Pereira och Oyakawa 2006. Isbrueckerichthys saxicola ingår i släktet Isbrueckerichthys och familjen Loricariidae. Inga underarter finns listade i Catalogue of Life.